# Corrente térmica
A corrente térmica pode ser definida como a quantidade de calor que atravessa um dado material num certo intervalo de tempo. Pode ser calculada recorrendo à seguinte fórmula, também designada por Lei de Fourier. 
{\displaystyle \phi ={\frac {kA\Delta T}{L}}}
Nesta expressão:
- k = condutividade térmica do material
- A = área da secção recta do material
- l = comprimento do material (geralmente é uma barra)
- ∆T = variação de temperatura (pode ser expressa em grau Celsius ou em kelvin visto que é uma variação de temperatura)

A unidade da corrente térmica no SI é o joule por segundo por metro por kelvin.